# جاسمین فاضلیک جالا
جاسمین فاضلیک جالا (به انگلیسی: Jasmin Fazlić Jala) (زاده ۱۶ اکتبر ۱۹۸۶) رپر بوسنیایی است.
او در مسابقه آواز یوروویژن ۲۰۱۶ به همراه دالا ، دین و آنا رکنر نماینده بوسنی و هرزگوین بود .